# Lesche degli Cnidi
La lesche degli Cnidi era una sala per riunioni fatta costruire tra il 475 e il 460 a.C. presso il santuario di Delfi, dagli abitanti di Cnido; subì un rifacimento alla metà del secolo successivo. Scarsamente conservata e difficilmente leggibile, ne restano tracce sotto al muro di sostegno del recinto del santuario. È l'esemplare maggiormente noto per questa tipologia architettonica e la notorietà dell'edificio deriva dalla presenza in antichità dei dipinti di Polignoto di Taso descritti da Pausania (X, 25, 1 - X, 31, 12).
Il termine lesche era originariamente associato ai riti funerari ed è stato esteso in seguito a designare un edificio pubblico in cui ci si riuniva.
La lesche degli Cnidi era costituita da una sala coperta di forma rettangolare di 9,50 metri per 19. La copertura era a doppio spiovente con struttura frontonale alle estremità. Otto blocchi appartenenti ad una sima ritenuta pertinente all'edificio indicano la presenza di una trabeazione con fregio dorico.